# The Great Nor’Easter
The Great Nor’Easter in Morey’s Piers (Wildwood, New Jersey, USA) ist eine Inverted-Stahlachterbahn vom Modell Suspended Looping Coaster des Herstellers Vekoma, die 26. Mai 1995 eröffnet wurde. In den Jahren 2008 bis 2016 fuhr sie unter dem Namen Fly – The Great Nor’Easter.
Das Streckenlayout der Bahn entspricht zum Großteil dem des Standardmodells. Auf Grund von Platzproblemen wurde die Bahn von Vekoma jedoch so modifiziert, dass Stützen, Bremsen und Station anders sind als beim Standard-SLC.
Ursprünglich waren die Schienen pink und die Stützen pink-rot. Zur Saison 2006 wurde die Bahn umlackiert. Nun sind sowohl die Schienen als auch die Stützen weiß. 2008 wurde die Bahn für 1,2 Mio. US-Dollar umgebaut. Dazu gehörten neue Züge.

## Züge
The Great Nor’Easter besitzt zwei Züge mit jeweils zehn Wagen. In jedem Wagen können zwei Personen (eine Reihe) Platz nehmen. Ursprünglich waren die Züge mit Schulterbügeln ausgestattet. Die neuen Züge besitzen als Sicherheitssystem Schoßbügel und elastische Westen, die den Oberkörper zurückhalten.